# Márcio Biolchi
Márcio Della Valle Biolchi (Carazinho, 23 de maio de 1979) é um advogado e político brasileiro filiado ao Movimento Democrático Brasileiro (MDB). Atualmente exerce seu segundo mandato de deputado federal pelo Rio Grande do Sul. Até junho de 2021, Márcio apresentou alinhamento de 92% com o governo Bolsonaro nas votações da câmara.

## Biografia
Márcio Biolchi nasceu em Carazinho em 1979 e é filho de Vera Biolchi e Osvaldo Biolchi. Filiou-se ao Movimento Democrático Brasileiro (MDB) em 1999 e no ano seguinte foi o vereador eleito de Carazinho com mais votos.
Em 2002 se elegeu deputado estadual. Em 2005, com 25 anos de idade, foi escolhido como líder da bancada do PMDB na assembleia, cargo que exerceu até 2006, quando foi reeleito para um segundo mandato. Em maio de 2007, em substituição ao presidente estadual do partido, senador Pedro Simon, o deputado esteve na presidência interina da sigla em todo o Rio Grande do Sul. Em 2008 foi indicado pela governadora Yeda Crusius (PSDB) para assumir a liderança do governo no parlamento. Sua atuação na aprovação por unanimidade de projetos de lei (empréstimo do BIRD para sanar as finanças públicas, teto salarial único para os três poderes e o pagamento dos reajustes da Lei Britto) foi reconhecida através do Prêmio Springer-Carrier ARI, concedido ao deputado na categoria Destaque Econômico em 2008. Em julho de 2008 assumiu como titular da Secretaria do Desenvolvimento e dos Assuntos Internacionais. Como secretário dessa pasta integrou o Conselho Deliberativo do Sebrae/RS e presidiu o Conselho de Administração da CaixaRS. Em 2010 foi reeleito para o terceiro mandato.
Em 2010, foi um dos Deputados Estaduais do Rio Grande do Sul que votou a favor do aumento de 73% nos próprios salários em dezembro, fato esse que gerou uma música crítica chamada "Gangue da Matriz" composta e interpretada pelo músico Tonho Crocco, que fala em sua letra os nomes dos 36 deputados (inclusive o de Márcio Biolchi) que foram favoráveis a esse autoconcedimento salarial; Giovani Cherini como presidente da Assembleia Legislativa do Rio Grande do Sul na ocasião entrou com uma representação contra o músico, Cherini falou que era um crime contra honra e o título era extremamente agressivo e fazia referência a criminosos que mataram o jovem Alex Thomas, na época Adão Villaverde que se tornou o sucessor na presidência da Assembleia Legislativa, expressou descontentamento discordando da decisão de Cherini, mas em agosto do mesmo ano o próprio Giovani Cherini ingressou com petição pedindo o arquivamento contra o músico com a alegação que não era vítima no processo (seu nome não aparecia na letra, pois como presidente do parlamento gaúcho na ocasião não podia votar) e que defendia a liberdade de expressão, na época Tonho recebeu apoio de uma loja que espalhou 20 outdoors pela capital Porto Alegre e também imenso apoio por redes sociais.

### Deputado federal
Na eleição estadual de 2014, aos 35 anos, foi eleito deputado federal. A convite do governador José Ivo Sartori (PMDB), assumiu em janeiro de 2015 a chefia da Casa Civil do governo. No final de abril de 2017, foi nomeado Secretário de Desenvolvimento Econômico, Ciência e Tecnologia, cargo que ocupou até abril de 2018, quando reassumiu mandato de deputado federal.
Na eleição estadual de 2018, o MDB tentou reeleição de Sartori ao governo do estado sem êxito, enquanto Márcio se reelegeu deputado federal. Em seu segundo mandato na câmara, Márcio cronologicamente votou a favor da MP 867 (que segundo ambientalistas alteraria o Código Florestal anistiando desmatadores); a favor de criminalizar responsáveis por rompimento de barragens; a favor da PEC da Reforma da Previdência e contra excluir os professores nas regras da mesma; a favor da MP da Liberdade Econômica; a favor de alteração no Fundo Eleitoral; contra aumento do Fundo Partidário; contra cobrança de bagagem por companhias aéreas; contra incluir políticas LGBTs na pasta de Direitos Humanos; a favor do PL 3723 que regulamenta a prática de atiradores e caçadores; a favor do  "Pacote Anti-crime" de Sergio Moro; a favor do Novo Marco Legal do Saneamento; contra redução do Fundo Eleitoral; contra a suspensão do mandato do deputado Wilson Santiago (PTB/PB), acusado de corrupção; a favor da ajuda financeira aos estados durante a pandemia de COVID-19; a favor do Contrato Verde e Amarelo; a favor da MP 910 (conhecida como MP da Grilagem); a favor da flexibilização de regras trabalhistas durante a pandemia; a favor do congelamento do salário dos servidores; a favor da anistia da dívida das igrejas; a favor da convocação de uma Convenção Interamericana contra o Racismo; a favor e depois contra a destinação de verbas do novo FUNDEB para escolas ligadas às igrejas; a favor da autonomia do Banco Central; a favor da manutenção da prisão do deputado bolsonarista Daniel Silveira (PSL/RJ); contra a validação da PEC da Imunidade Parlamentar; a favor da PEC Emergencial (que trata do retorno do auxílio emergencial por mais três meses e com valor mais baixo); a favor que empresas possam comprar vacinas da COVID-19 sem doar ao SUS; a favor de classificar a educação como "serviço essencial" (possibilitando o retorno das aulas presenciais durante a pandemia); a favor de acabar com o Licenciamento Ambiental para diversas atividades; a favor da suspensão de despejos durante a pandemia e a favor da privatização da Eletrobras.

## Desempenho eleitoral
| Ano  | Eleição                       | Cargo             | Partido | Coligação                  | Suplentes                                      | Votos           | Resultado                                          |
| ---- | ----------------------------- | ----------------- | ------- | -------------------------- | ---------------------------------------------- | --------------- | -------------------------------------------------- |
| 2000 | Municipal de Carazinho        | Vereador          | PMDB    | sem coligação proporcional | Luís Giovani (PMDB), Vanderlei Lopes (PMDB)    | 1.754 (5,81%)   | Eleito (a pessoa mais votada)                      |
| 2002 | Estadual do Rio Grande do Sul | Deputado Estadual | PMDB    | PMDB / PHS                 | Marco Alba (PMDB), Maria Helena Sartori (PMDB) | 35.241 (0,66%)  | Eleito (44ª pessoa mais votada, 8ª na coligação)   |
| 2006 | Estadual do Rio Grande do Sul | Deputado Estadual | PMDB    | sem coligação proporcional | Álvaro Boessio (PMDB), Sandro Boka (PMDB)      | 49.268 (0,91%)  | Reeleito (22ª pessoa mais votada, 6ª no partido)   |
| 2010 | Estadual do Rio Grande do Sul | Deputado Estadual | PMDB    | PMDB / PSDC                | Nélson Härter (PMDB), Sandro Boka (PMDB)       | 63.932 (1,13%)  | Reeleito (11ª pessoa mais votada, 3ª na coligação) |
| 2014 | Estadual do Rio Grande do Sul | Deputado Federal  | PMDB    | sem coligação proporcional | José Fogaça (PMDB), Mauro Pereira (PMDB)       | 119.190 (2,17%) | Eleito (14ª pessoa mais votada, 4ª no partido)     |
| 2018 | Estadual do Rio Grande do Sul | Deputado Federal  | MDB     | sem coligação proporcional | Darcísio Perondi (MDB), Paulo Pólis (MDB)      | 100.362 (1,83%) | Reeleito (15ª pessoa mais votada, 1ª no partido)   |